# Allan Gaarde
Allan Gaarde (Grindsted, 25 gennaio 1975) è un ex calciatore danese, di ruolo centrocampista.
Ha giocato in Danimarca nel Vejen, nell'Aalborg e nel Vejle, dove ha chiuso la carriera, in Italia nell'Udinese e in Norvegia nel Viking